# Рогов, Владимир Александрович
Владимир Александрович Рогов — специалист в области обработки композиционных материалов и проектирования изделий из них, динамики станков и режущего инструмента, механики деформируемых тел, перспективных материалов, конструкций и сооружений, в области разработки специальных изделий военного назначения.
Заслуженный изобретатель РФ, Почётный работник высшего профессионального образования РФ. Заведующий кафедрой технологии машиностроения, металлорежущих станков и инструментов РУДН.
Докторская диссертация. 1998 г. «Разработка комбинированных корпусов режущих инструментов из синтеграна с повышенными демпфирующими свойствами». Председатель совета Д212.203.16. Более 200 патентов.
Опубликовано 587 печатных работ. alumni.rudn.ru

## Награды и звания
- Диплом «Золотая кафедра России»,
- Почётное звание «Заслуженный деятель науки и образования РАЕ»
- Медаль имени А. НОБЕЛЯ
- Почётное звание «Основатель научной школы»
- Медаль имени В. Лейбница
- Орден LABORE ET SCIENTIA (ТРУДОМ И ЗНАНИЕМ)
- Орден «ЗА ЗАСЛУГИ»
- Медаль ВДНХ,  Медаль «100 лет подводному флоту России»
- Медаль Вернадского
- Диплом и Золотая медаль комитета по науке Евросоюза «За исключительный вклад в науку» famous-scientists.ru

## Работы
- Рогов В. А., Шкарупа М. И. «Исследование твёрдости поверхностного слоя износостойкой конструкционной керамики на основе кварца после механической обработки». Вестник машиностроения № 4, 2011 г., с. 8-10.
- Рогов В. А., Кошеленко А. С. «Исследование напряжённо- деформированного состояния узла крепления режущей пластины». Научно-технический журнал «СТИН». № 1, 2011 г., с. 7-10.
- Рогов В. А., Афанасьев К. В. «Метод диагностирования состояния осевого режущего инструмента на основе информации о концентрации образованных газов в зоне резания». Научно-технический журнал «СТИН». № 9, 2011 г., с. 16-20. famous-scientists.ru

### Монографии
- Рогов В. А."Нанотехнологии в машиностроении". Монография.-- М.: «Полюс-М», 2009.-- 192 с. ;
- Рогов В. А. «Высокоэнергетические методы обработки». Монография. М, ООО «Масштаб», 2006 г., 193 с.;
- Рогов В. А. «Конструкционные и функциональные материалы современного машиностроения». Монография. М, ООО «Масштаб», 2006 г., 245 с.
- Рогов В. А. «Разработка изделий из синтеграна для машиностроения».(Монография). Изд-во «Геотехника», М.: 2001 г., 228 с. alumni.rudn.ru